# Светско првенство у пливању 2024 — 4×100 м мешовито за жене
Пливачке трке у штафети 4×100 м мешовито за жене на Светском првенству у пливању 2024. одржане су 18. фебруара (квалификације и финале) као део програма Светског првенства у воденим спортовима. Трке су се одржавале у базену спортског комплекса Aspire Dome у катарском граду Дохи.
За трке у овој дисциплини биле су пријављене 23 штафете, за које је пливало укупно 80 такмичарки. Титулу светских првакиња освојила је штафета Аустралије, сребро је припало екипи Шведске, док су бронзане биле репрезентативке Канаде.

## Освајачи медаља
|                                                               | Резултат |                                                                | Резултат |                                                           | Резултат |
|                                                               |          |                                                                |          |                                                           |          |
| Јона Андерсон · Еби Харкин · Брајана Тросел · Шејна Џек (АУС) | 3:55.98  | Луис Хансон · Софи Хансон · Сара Шестрем · Мишел Колеман (ШВЕ) | 3:56.35  | Ингрид Вилм · Софи Ангус · Ребека Смит · Тејлор Рак (КАН) | 3:56.43  |

## Званични рекорди
Пре почетка такмичења званични рекорди у овој дисциплини су били следећи:
| Рекорд                         | Име | Резултат | Место                  | Датум         |
| ------------------------------ | --- | -------- | ---------------------- | ------------- |
| Светски рекорд СР              | САД | 3:50.40  | Квангџу (Јужна Кореја) | 28. јул 2019. |
| Рекорд светских првенстава РПр | САД | 3:50.40  | Квангџу (Јужна Кореја) | 28. јул 2019. |

## Резултати квалификација
За такмичење у штафетним тркама на 4×100 м мешовито за жене биле су пријављене 23 штафете из исто толико земаља. Пливало се у 3 квалификационе групе, а пласман у финале остварило је 8 штафета са најбољим резултатима квалификација. Квалификационе трке су пливане 18. фебруара са почетком од 10.25 по локалном времену.
| Пл. | Група | Стаза | Репрезентација   | Пливачице | Време            | Нап.             |
| --- | ----- | ----- | ---------------- | --- | ---------------- | ---------------- |
| 1.  | 3     | 5     | Канада           | Ингрид Вилм (59.77) Сидни Пикрем (1:06.14) Ребека Смит (57.81) Кетрин Савард (54.91)                         | 3:58.63          | КВ               |
| 2.  | 3     | 3     | Шведска          | Хана Росвал (1:01.23) Софи Хансон (1:07.23) Луис Хансон (56.84) Мишел Колеман (54.05)                        | 3:59.35          | КВ               |
| 3.  | 2     | 4     | Аустралија       | Џеклин Баркли (1:00.27) Еби Харкин (1:08.15) Александрија Перкинс (57.21) Брајана Тросел (54.46)             | 4:00.09          | КВ               |
| 4.  | 2     | 3     | Холандија        | Кира Таусајнт (1:00.82) Тес Схаутен (1:08.36) Мајке де Вард (58.03) Ким Бусх (54.88)                         | 4:02.09          | КВ               |
| 5.  | 2     | 5     | Кина             | Суен Мингсја (1:02.13) Јанг Чанг (1:06.50) Ју Јитинг (57.84) Ај Јанхан (55.75)                               | 4:02.22          | КВ               |
| 6.  | 3     | 7     | Хонгконг         | Стефани Ау (1:00.98) Шивон Хохи (1:07.05) Натали Кан (59.29) Камил Ченг (55.02)                              | 4:02.34          | КВ               |
| 7.  | 3     | 2     | Италија          | Франческа Паскино (1:01.37) Аријана Кастиљони (1:06.75) Костанца Кокончели (58.35) Кјара Тарантино (56.15)   | 4:02.62          | КВ               |
| 8.  | 2     | 6     | Пољска           | Адела Пискорска (1:01.16) Доминикс Штандера (1:07.76) Паулина Педа (58.42) Корнелија Фједкјевич (55.29)      | 4:02.63          | КВ               |
| 9.  | 3     | 8     | Сингапур         | Ливенија Сим (1:02.58) Летиша Сим (1:06.41) Ке Џингвен (58.89) Ке Тингвен (55.00)                            | 4:02.88          | НР               |
| 10. | 3     | 1     | Јужна Африка     | Мила Дракопулос (1:02.48) Лара ван Никерк (1:07.50) Ерин Галагер (57.99) Ема Челијус (55.57)                 | 4:03.54          |                  |
| 11. | 2     | 2     | Шпанија          | Кармен Вејлер (1:01.31) Химена Руиз (1:08.67) Паула Хусте (59.09) Марија Даза (54.94)                        | 4:04.01          |                  |
| 11. | 2     | 7     | Грчка            | Теодора Драку (1:01.47) Елени Контојорју (1:09.01) Ана Дундунаки (57.79) Марија Талија Драсиду (55.74)       | 4:04.01          | НР               |
| 13. | 1     | 4     | Мађарска         | Лора Комороци (1:01.83) Естер Бекеши (1:09.43) Пана Уграј (58.93) Петра Шенански (55.06)                     | 4:05.25          |                  |
| 14. | 2     | 8     | Португалија      | Камила Ребело (1:01.13) Ана Родригез (1:08.89) Маријана Пашеко (59.00) Франсиска Соарес (56.24)              | 4:05.26          |                  |
| 15. | 1     | 3     | Словенија        | Јања Шегел (1:02.02) Тара Вовк (1:10.49) Хана Секути (1:00.40) Нежа Кланчар (54.56)                          | 4:07.47          | НР               |
| 16. | 2     | 1     | Мексико          | Тајде Сансорес (1:03.13) Мелиса Родригез (1:08.35) Марија Хосе Мата Коко (1:00.53) Тајде Ревилак (56.29)     | 4:08.30          |                  |
| 17. | 3     | 0     | Филипини         | Теја Салвино (1:03.76) Тања Дела Круз (1:10.13) Јасмин Алкалди (1:02.78) Кајла Санчез (55.28)                | 4:11.95          |                  |
| 18. | 2     | 0     | Казахстан        | Ксенија Игњатова (1:02.04) Аделајда Пчелинцева (1:11.98) Софија Сподаренко (1:00.32) Дијана Ташанова (59.58) | 4:13.92          |                  |
| 19. | 3     | 9     | Кинески Тајпеј   | Ву Јиен (1:07.47) Лин Пејвун (1:11.36) Аплџин Гвин (1:06.13) Хуанг Мејчиен (56.98)                           | 4:21.94          |                  |
| –   | 1     | 5     | Словачка         | Нису наступиле                                                                                               | Нису наступиле   | Нису наступиле   |
| –   | 2     | 9     | Литванија        | Нису наступиле                                                                                               | Нису наступиле   | Нису наступиле   |
| –   | 3     | 4     | Сједињене Државе | Нису наступиле                                                                                               | Нису наступиле   | Нису наступиле   |
| –   | 3     | 6     | Јужна Кореја     | Сонг Џаејун (1:02.11) Мон Суа (1:10.21) Ким Сеојеонг (58.11) Хур Јеонкјунг                                   | Дисквалификоване | Дисквалификоване |

## Финале
Финална трка је пливана 18. фебруара у вечерњем делу програма, са почетком од 20.55 по локалном времену.
| Пл. | Стаза | Репрезентација | Пливачице                                                                                                | Време   | Нап. |
| --- | ----- | -------------- | --- | ------- | ---- |
|     | 3     | Аустралија     | Јона Андерсон (59.20) Еби Харкин (1:07.21) Брајана Тросел (56.86) Шејна Џек (52.71)                      | 3:55.98 |      |
| 2   | 5     | Шведска        | Луис Хансон (59.93) Софи Хансон (1:06.18) Сара Шестрем (56.11) Мишел Колеман (54.13)                     | 3:56.35 |      |
| 3   | 4     | Канада         | Ингрид Вилм (58.95) Софи Ангус (1:06.24) Ребека Смит (58.28) Тејлор Рак (52.96)                          | 3:56.43 |      |
| 4.  | 2     | Кина           | Суен Мингсја (1:02.20) Танг Ћентинг (1:05.15) Ју Јитинг (57.16) Ај Јанхан (54.65)                        | 3:59.16 |      |
| 5.  | 6     | Холандија      | Кира Таусајнт (1:00.26) Тес Схаутен (1:07.53) Мајке де Вард (58.16) Ким Бусх (54.29)                     | 4:00.24 |      |
| 6.  | 1     | Италија        | Франческа Паскино (1:01.03) Бенедета Пилато (1:06.56) Костанца Кокончели (58.12) Кјара Тарантино (54.63) | 4:00.34 |      |
| 7.  | 8     | Пољска         | Адела Пискорска (1:01.24) Доминика Штандера (1:07.46) Паулина Педа (58.49) Корнелија Фједкјевич (54.54)  | 4:01.73 |      |
| 8.  | 7     | Хонгконг       | Стефани Ау (1:01.29) Шивон Хохи (1:06.82) Натали Кан (59.95) Камил Ченг (55.09)                          | 4:03.15 |      |